# Avenue Adolphe Max (Lyon)

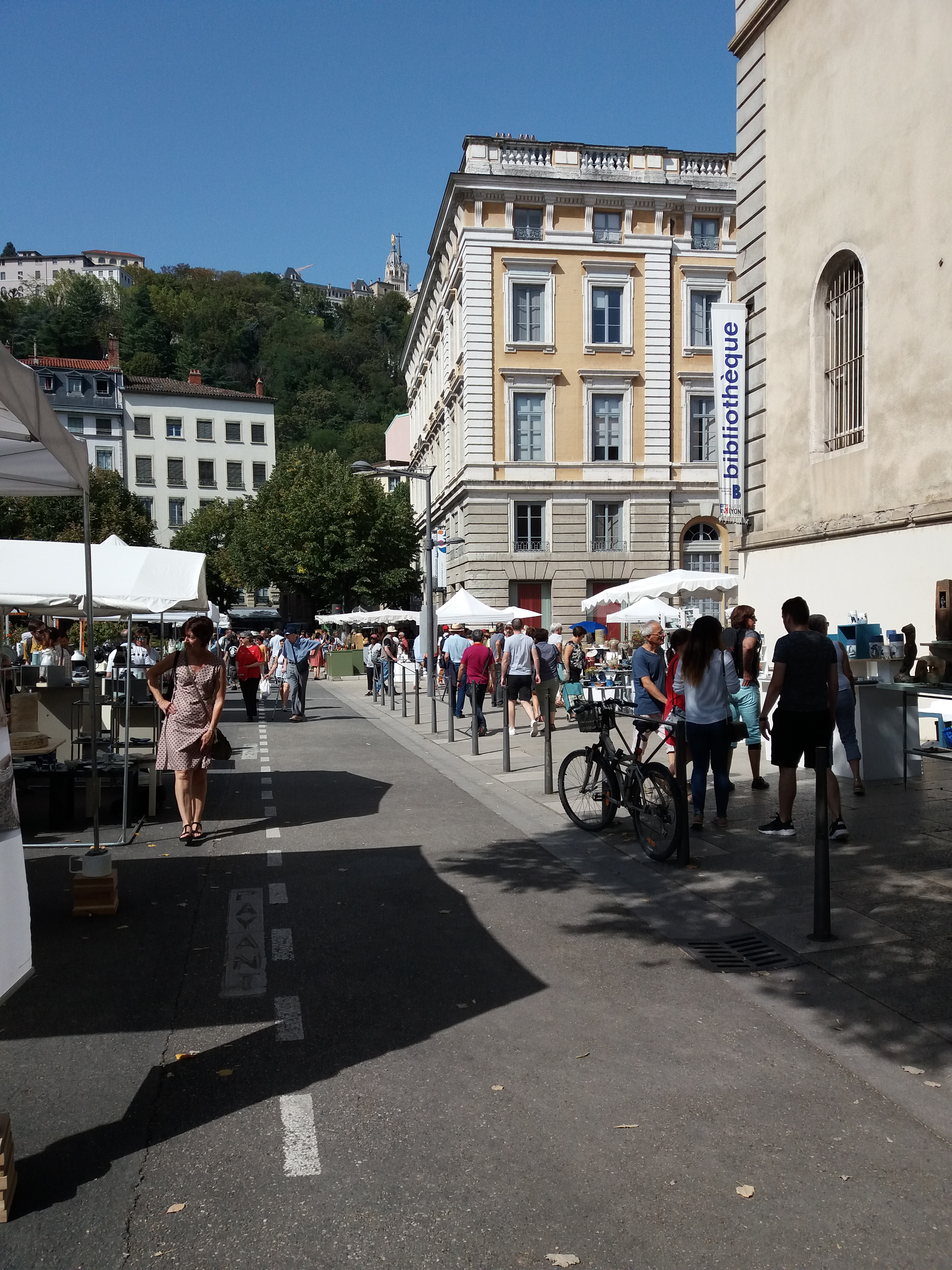
Avenue Adolphe Max in Lyon (Frankrijk)

De Avenue Adolphe Max is een laan in de Franse stad Lyon. Zij is vernoemd naar Adolphe Max, burgemeester van Brussel (België) tijdens de Eerste Wereldoorlog.
De Avenue Adolphe Max bevindt zich in het 5e arrondissement van de stad. Zij loopt van de kade van de rivier Saône, vanaf de brug Pont Bonaparte, tot aan de Avenue du Doyenné naast de kathedraal van Lyon en het metrostration Vieux-Lyon-Cathédrale Saint-Jean. Aan de Avenue Adolphe Max staat het voormalige paleis van Saint-Jean (aartsbisschoppelijk paleis), waar meerdere pausen gelogeerd hebben. De straat ontstond in de 19e eeuw nadat de kerk Saint-Pierre-le-Vieux afgebroken werd; deze kerk was sinds de Franse Revolutie in gebruik als armenhuis. De Avenue ontstond door fusie met kleinere straatjes langs deze kerk; de oude naam van de straat was Rue de l’Archevêché of Straat van het Aartsbisdom. Na de Tweede Wereldoorlog wou het stadsbestuur een hommage brengen aan de Brusselse burgemeester Max en zo werd de Rue de l’Archevêché de Avenue Adolphe Max.